# 고윤환
고윤환(高潤煥, 1957년 5월 20일~)은 대한민국의 정치인이다. 제16·17·18대 경상북도 문경시장이다. 그리고 경상북도 예천군 출신이다.

## 학력
- 화남국민학교 졸업
- 문경중학교 졸업
- 문경종합고등학교 졸업
- 영남대학교 지역개발학과 학사 졸업

### 비학위 수료
- 서울대학교 대학원 행정학 석사 졸업
- 인하대학교 대학원 행정학 박사 수료

## 경력
- 1980년 제24회 행정고시 합격
- 인천직할시 기획담당관
- 1996~1998 청와대 행정관
- 1999 국무총리실 과장
- 인천광역시 교통국 국장
- 인천광역시 통상국 국장
- 인천광역시 남동구 부구청장
- 행정자치부 주민과장
- 행정자치부 국가전문행정연수원 총무과장
- 2005 제주 4·3사건처리 지원단장
- 2006 진실과화해를위한과거사정리위원회 조사국장
- 인천대학교 행정학과 특임강사
- 대구대학교 행정학과 겸임교수
- 행정안전부 비상대비기획관
- 행정안전부 지역발전정책국 국장
- ~2010.12 행정안전부 지방행정국 국장
- 2010.12~2012.01 제37대 부산광역시 행정부시장
- 2012.04~2014.06 제16대 경상북도 문경시장
- 2014.07~2018.06 제17대 경상북도 문경시장
- 2018.07~2022.06 제18대 경상북도 문경시장
- 2018.09~2020.09 전국 시장·군수·구청장협의회 부회장 겸 경상북도 협의회장
- 2019.07~2020.02 자유한국당 기초단체장 특별위원회 위원장
- 2022.11~ 재경문경시향우회 회장
- 2023.02~2024.01 영남대학교 특임부총장

## 역대 선거 결과
|  | 56.78% |

|  | 58.59% |

|  | 48.14% |